# Kvedby
Kvedby är en herrgård i Runtuna socken, Nyköpings kommun.
Kvedby omtalas första gången i dokument 1409 ("in Quidby"), då Sven i Kvedby var faste vid Rönö häradsting. Under 1500-talet upptas Kvedby i skattelängderna som två hela mantal skattejord om vardera 4 öresland. År 1558 upptas även två kvarnar i kronans länsregister. År 1569 fick Sigvard Kruse kungligt brev på frälsefrihet för skattehemmanen, och de slog i skattelängderna från 1573 samman till en frälsegård. Kvedby kom därefter att delas, då ena gården tillföll sonen Johan Kruse medan den andra tillföll Måns Kruse. Måns Kruses gård ärvdes av hans son Sigvard Kruse (död 1624) men byttes 1633 av dennes svåger Erik Ryning till Ebba Oxenstierna (död 1670). Den andra gården som tillfallit Johan Kruse byttes 1636 bort till Jakob Skytte, som dock 1637 bytte det vidare till Ebba Oxenstierna som därmed ägde båda gårdarna och lät lägga dem under sitt gods Täckhammar. Efter hennes död ärvdes det av hennes systerdotter Christina Ulfsparre (död 1684), som tillsammans med sin make Gustaf Persson (Natt och Dag) gjorde anstalter för att inrätta Kvedby till säteri. Någon sätesbyggning hade dock aldrig uppförts när sätesfriheten drogs in 1685. I stället sålde makarna vidare Kvedby till Göran Sperling, men det indrogs till kronan 1689 i samband med reduktionen. Göran Sperling verkar dock få fortsatt bruka godset för fordringar på kronan. Resolutionen om reduktion upphävdes 1690 då de genom sina många byten som frälse ansågs ha fått permanent frälsekaraktär. Av något skäl verkar Sperlings köp av Kvedby gått tillbaka, för i slutet av 1690-talet ägs Kvedby av Carl Gustaf Creutz, som var gift med Sofia Christina Natt och Dag, Gustaf Perssons och Christina Ulfsparres dotter. Kvedby kom därefter att brukas under Täckhammar in på 1800-talet.
Omkring 1860 kom godset att tillhöra släkten Björkman och köptes 1920 av Carl Johan Lundblad, som 1939 sålde Kvedby till grosshandlare Fritz Samuelsson i Nyköping. Corps de logiet är uppfört omkring 1840 och renoverades 1943, vidare finns i anslutning till gården två arbetarbostäder uppförda omkring 1840 och renoverade 1930 respektive 1938.